# Campionato mondiale di roller derby giovanile
Il campionato mondiale di roller derby giovanile è una competizione sportiva internazionale , in cui si assegna il titolo mondiale di roller derby giovanile.

## Elenco edizioni
| Anno          | Ospitante                  |                   | Finale    | Finale          | Finale   |           | Finale terzo e quarto posto | Finale terzo e quarto posto | Finale terzo e quarto posto |
| Anno          | Ospitante                  | Vincente          | Risultato | 2º posto        | 3º posto | Risultato | 4º posto                    |                             |                             |
| 2015 Dettagli | Stati Uniti d'America Kent | Stati Uniti Ovest | 194 - 139 | Stati Uniti Est | Canada   | 258 - 114 | Australia                   |                             |                             |

### Albo d'oro
| Squadra           | 1º | 2º | 3º |
| Stati Uniti Ovest | 1  | 0  | 0  |
| Stati Uniti Est   | 0  | 1  | 0  |
| Canada            | 0  | 0  | 1  |